# How to Destroy Angels (album Coil)
How to Destroy Angels – pierwszy studyjny album Coila. W momencie nagrania, projekt tworzyli tylko John Balance i Peter Christopherson. Pierwsze wydanie płyty ukazało się w 1984 nakładem L.A.Y.L.A.H. Antirecords, reedycja ukazała się w 1988.
Na płycie znajdują się dwa utwory. Na stronie B znajdują się, w zależności od edycji, ścieżki rejestrujące jedynie niezrozumiały hałas, ścieżki z wielowarstwową muzyką lub też strona B jest zupełnie płaska (trzecia edycja).
Pierwotnie, „How to Destroy Angels” miał być stroną B płyty „Silence and Secrecy”, ale w związku z opuszczeniem przez Christophersona i Balance’a Psychic TV, związanej z Temple Records, pomysł został zarzucony. „Silence and Secrecy” jedynie w dwuminutowym fragmencie pojawiło się na albumie Transparent, dokumentującym wczesne dokonania Zos Kia i Coila.
Remiksy „How to Destroy Angels” ukazały się na płycie CD How to Destroy Angels.

## Spis utworów
1. „How to Destroy Angels” – 16:45
2. „Absolute Elsewhere” – 0:00